# 大乗院 (松戸市)
大乗院（だいじょういん）は、千葉県松戸市にある真言宗豊山派の寺院。

## 歴史
1649年（慶安2年）、与道によって開山された。与道は他にも円勝寺を創建している。
隣の樋野口女体神社の別当寺であった。そういう関係もあり、当院本尊の阿弥陀如来の脇侍仏になっている十一面観世音菩薩は樋野口女体神社の本地仏である。
当院歴代住職の中で著名な人物として高城義海がいる。義海は後に真言宗豊山派の管長となっている。

## 交通アクセス
- 松戸駅より徒歩16分。